# Johann Wilhelm Ritter
Johan Wilhelm Ritter, född 16 december 1776 i Samitz, Schlesien, död 23 januari 1810 i München, Bayern, var en självlärd fysiker och kemist.

## Biografi
Ritters första kontakt med vetenskap började när han var 14 år gammal. Han blev då lärling hos en apotekare i Liegnitz (Legnica), och fick ett djupt intresse för kemi. Han började medicinstudier vid universitetet i Jena 1796, men som självlärd vetenskapsman, gjorde han många experimentella undersökningar inom kemi, elektricitet och andra områden.
Ritter tillhörde den tyska romantiska rörelsen. Han var personligen bekant med Johann Wolfgang von Goethe, Alexander von Humboldt, Johann Gottfried Herder och Clemens Brentano. Han var starkt påverkad av Friedrich von Schelling, som var den viktigaste filosofen inom rörelsen Naturphilosophie. 
År 1801, besökte Hans Christian Ørsted Jena och blev hans vän. Flera av Ritters undersökningar har senare rapporterats av Ørsted, som också var starkt påverkad av den filosofiska inriktningen hos Naturphilosophie.
Ritters första vetenskapliga undersökningar rörde några galvaniska fenomen. Han tolkade de fysiologiska effekter som observerats av Luigi Galvani och andra forskare till att bero på den el som produceras genom kemiska reaktioner. Hans tolkning är närmare dagens kunskap än de som föreslagits av Galvani ("animalisk elektricitet") och Alessandro Volta (el som genereras av metallisk kontakt), men hans ståndpunkteer accepterades inte vid den tidpunkten.
År 1800, kort efter uppfinningen av Voltas stapel, upptäckte William Nicholson och Anthony Carlisle att vatten kan sönderdelas med hjälp av elektricitet. Kort därefter, upptäckte Ritter också samma effekt, oberoende av  de andra. Förutom detta samlade han och mätte mängderna av väte och syre som produceras i reaktionen. Han upptäckte också processen för galvanisering. År 1802 byggde han den första elektrokemiska cellen, med 50 kopparskivor åtskilda av pappskivor fuktade med en saltlösning. 
Ritter gjorde flera självexperiment med att koppla polerna i en Voltas stapel till sina egna händer, ögon, öron, näsa och tunga. Han beskrev också skillnaden mellan de fysiologiska effekterna av de två polerna hos stapeln, även om vissa av de effekter han rapporterade inte bekräftats i efterhand.
Många av Ritters undersökningar styrdes av ett sökande efter polaritet i de olika "krafterna" av naturen och relationen mellan dessa "krafter" - två av Naturphilosophies antaganden. Efter att år 1801 ha hört om upptäckten av "värmestrålning" (infraröd strålning) av William Herschel (år 1800), sökte Ritter efter en motsatt strålning (kylning) vid den andra änden av det synliga spektrumet. Han hittade inte exakt vad han förväntade att hitta, men efter en serie försök märkte han att silverklorid ändrades snabbare från vitt till svart när den placerades i den mörka regionen av solljusets spektrum, nära dess violetta ände. De "kemiska strålarna" som hittades av honom blev kallad ultraviolett strålning.
Några av Ritters undersökningar erkändes som viktiga vetenskapliga bidrag, men han hävdade också upptäckten av många fenomen som inte bekräftades av andra forskare. Till exempel: Han rapporterade att jorden hade elektriska poler som kunde detekteras genom rörelsen hos en bimetallnål och han påstod att han kunde utföra elektrolys av vatten med hjälp av en serie av magneter, istället för Voltas staplar.
Ritter hade ingen regelbunden inkomst och blev aldrig universitetsprofessor, men 1804 valdes han som medlem av den bayerska Vetenspasakdemin i München. Han gifte sig 1804 och fick fyra barn, men han var oförmögen att försörja sin familj. Plågad av ekonomiska svårigheter och svag hälsa (kanske förvärrad av hans elektriska självexperiment), dog han ung år 1810, som en fattig man.

## Eftermäle
Asteroiden 10781 Ritter är uppkallad efter honom.